# 老鸭煲
老鸭煲，又称神仙鸭，是杭帮菜中经典的特色菜品。使用的主要食材为绍兴麻鸭、金华火腿、天目笋干等，味道鲜香，被认为代表了杭州的传统风味。